# بنجامين جونسون لانغ
بنجامين جونسون لانغ (بالإنجليزية: Benjamin Johnson Lang)‏ هو عازف بيانو وملحن أمريكي، ولد في 28 ديسمبر 1837 في سالم في الولايات المتحدة، وتوفي في 4 أبريل 1909 في بوسطن في الولايات المتحدة.

## وصلات خارجية
- بنجامين جونسون لانغ على موقع ميوزك برينز (الإنجليزية)